# Haferbach (Werre)
Der Haferbach ist ein orographisch linker Nebenfluss der Werre in Ostwestfalen-Lippe.

## Name
Der Bach wird im Gaunamen Haboga im Zeitraum zwischen 822 und 826 zum ersten Mal urkundlich genannt. Der Ursprung des Bestimmungsworts ist unsicher. Es könnte vom mittelniederdeutschen Wort hāver(e) für 'Hafer' stammen oder auch vom germanischen Wortstamm *habar-, was verschiedene Erhebungen bezeichnet.

## Verlauf
Der Haferbach entspringt am Fuße des Teutoburger Waldes bei Oerlinghausen-Wellenbruch, wenige Meter unterhalb der Landesstraße 967. Von seiner Quelle aus fließt der Bach zunächst in Richtung Osten, durchquert Oetenhausen, erreicht Währentrup und nimmt dort einen kleinen, unbenannten, 2,9 km langen Zufluss auf, der im Teutoburger Wald entspringt. Das Gewässer strömt weiter in Richtung Nordosten, durchfließt Helpup, erreicht Lagenser Stadtgebiet und durchquert die Lagenser Stadtteile Kachtenhausen und Ohrsen. Nach einer Fließstrecke von insgesamt knapp zehn Kilometern mündet der Haferbach nördlich von Ohrsen linksseitig bei km 40,1 in die Werre. Der Haferbach gehört zu den größten Nebenflüssen der Oberen Werre und fließt ausschließlich im Kreis Lippe.
Anders als nach den Angaben den Landesvermessungsamtes NRW wird in der Deutschen Grundkarte und im sprachlichen Gebrauch ein zwischen dem Tönsberg und der Hunneckenkammer entspringender Bach als Oberlauf bzw. Quellbach des Haferbaches bezeichnet.
Nach Angaben des Landesvermessungsamtes handelt es sich bei diesem Bach um einen nicht erfassten, das heißt namenlosen und nicht stationierten Bach.
Der Bachlauf fließt von seinem Ursprung aus nach Norden am Gut Wistinghausen vorbei und berührt das Siedlungsgebiet Währentrups. Hier wird er zu einem Teich gestaut. Nördlich von Währentrup nimmt er bei der Sporthalle den vom Landesvermessungsamt als „Haferbach“ bezeichneten Zufluss auf.

## Nebenflüsse
Flussabwärts betrachtet:
- Siekbach – 3,035 km langer, linker Nebenfluss auf 110 m ü. NN
- Krebsbach – 2,001 km langer, linker Nebenfluss auf 96 m ü. NN
- Gruttbach – 4,977 km langer, rechter Nebenfluss auf 95 m ü. NN, Einzugsgebiet: 10,087 km²

(Alle Längenangaben gemäß Landesvermessungsamt Nordrhein-Westfalen)

## Umwelt

### Wasserqualität
Der Haferbach weist im Oberlauf eine große organische Verschmutzung auf, die aus einer starken Belastung mit Ammonium-N herrührt. Dies ist erkenntlich am gehäuften Auftreten von Wimperntierchen. Daher wird der Haferbach hier als übermäßig verschmutzt in die Gewässergüteklasse IV eingeordnet. Im weiteren Verlauf bessert sich die Wasserqualität bis zur Mündung auf Güteklasse III (stark verschmutzt). Neuere Erhebungen der Gewässergüte des Haferbaches zeigen eine deutliche Verbesserung der Gütesituation.
Der Oberlauf und der Unterlauf des Baches gehören zur Güteklasse II (mäßig belastet), der Mittellauf zur Güteklasse II-III (kritisch belastet).

### Naturschutz
Das untere Haferbachtal steht seit dem Jahr 2006 unter Naturschutz. Zusammen mit der Niederung der Werre bildet es das 56 ha große und zu Lage gehörende Naturschutzgebiet Werreniederung und Haferbachtal. Dieses zeichnet sich durch eine Flussaue mit Gehölzbeständen und ein naturnahes Bachtal aus.